# Evangelische Kirche (Hirschfeld Hunsrück)

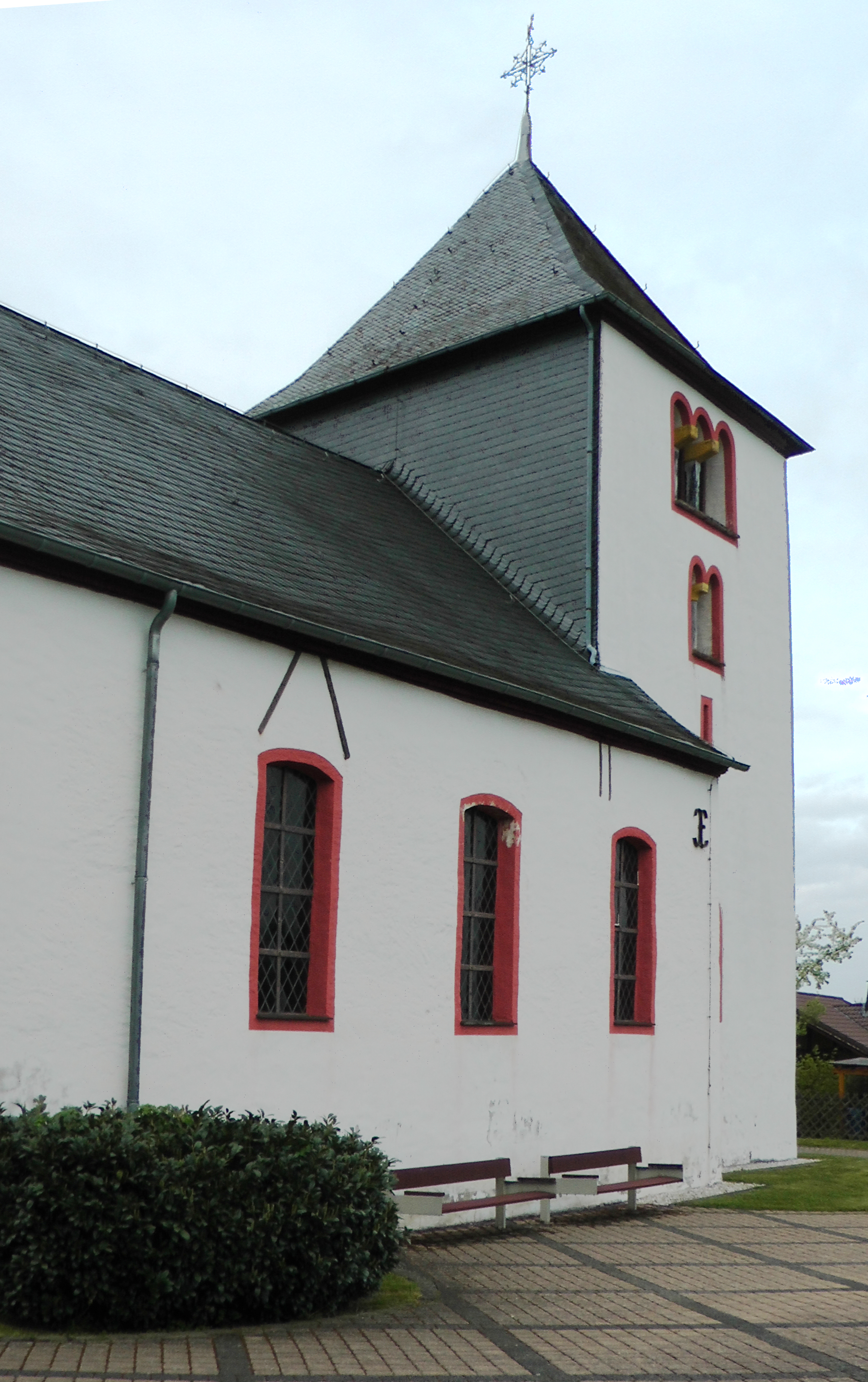
Evangelische Kirche Hirschfeld

Die Evangelische Kirche Hirschfeld ist die evangelische Dorfkirche in Hirschfeld, einer Gemeinde im Rhein-Hunsrück-Kreis in Rheinland-Pfalz.

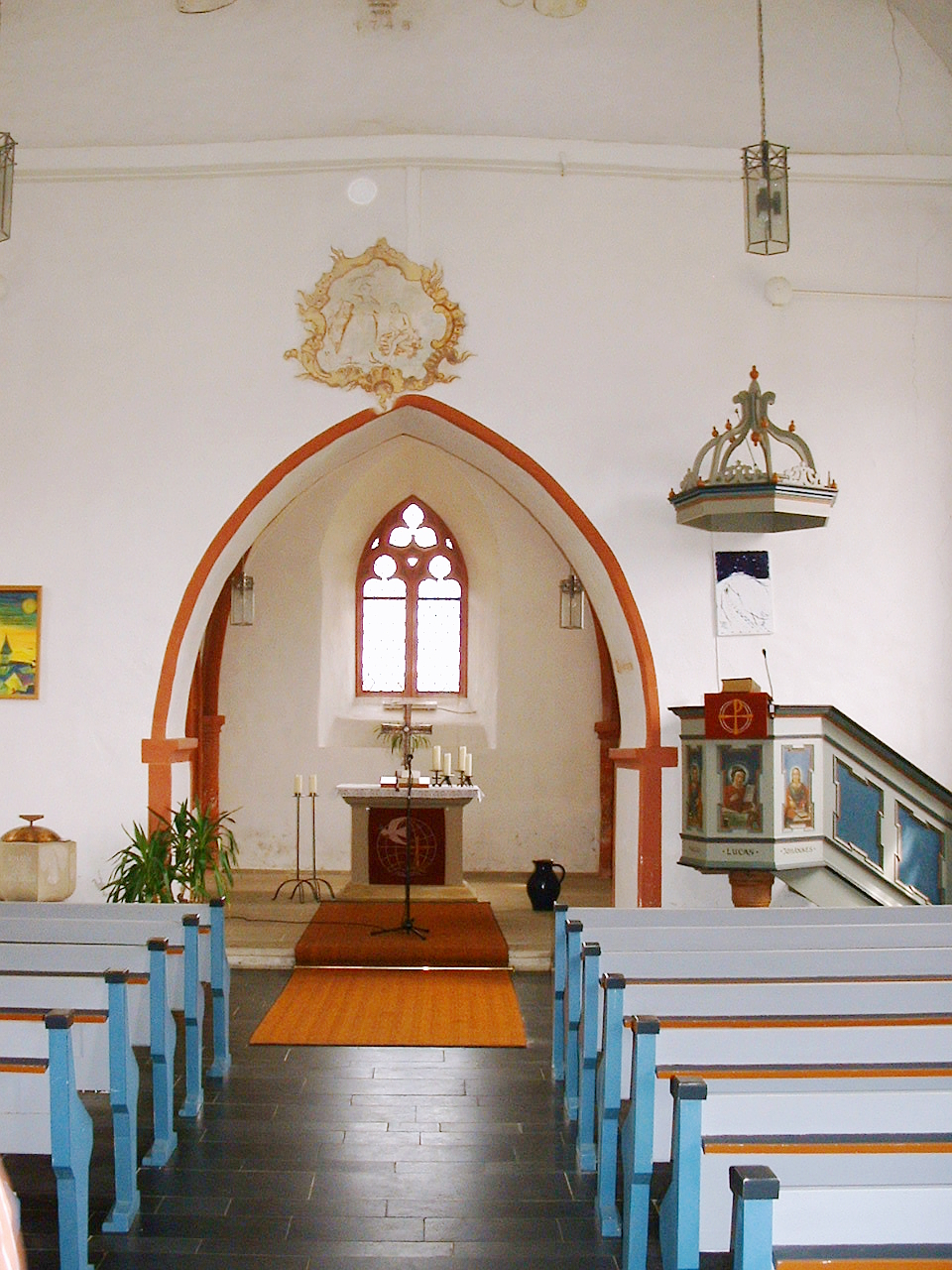
Innenansicht vor 2017

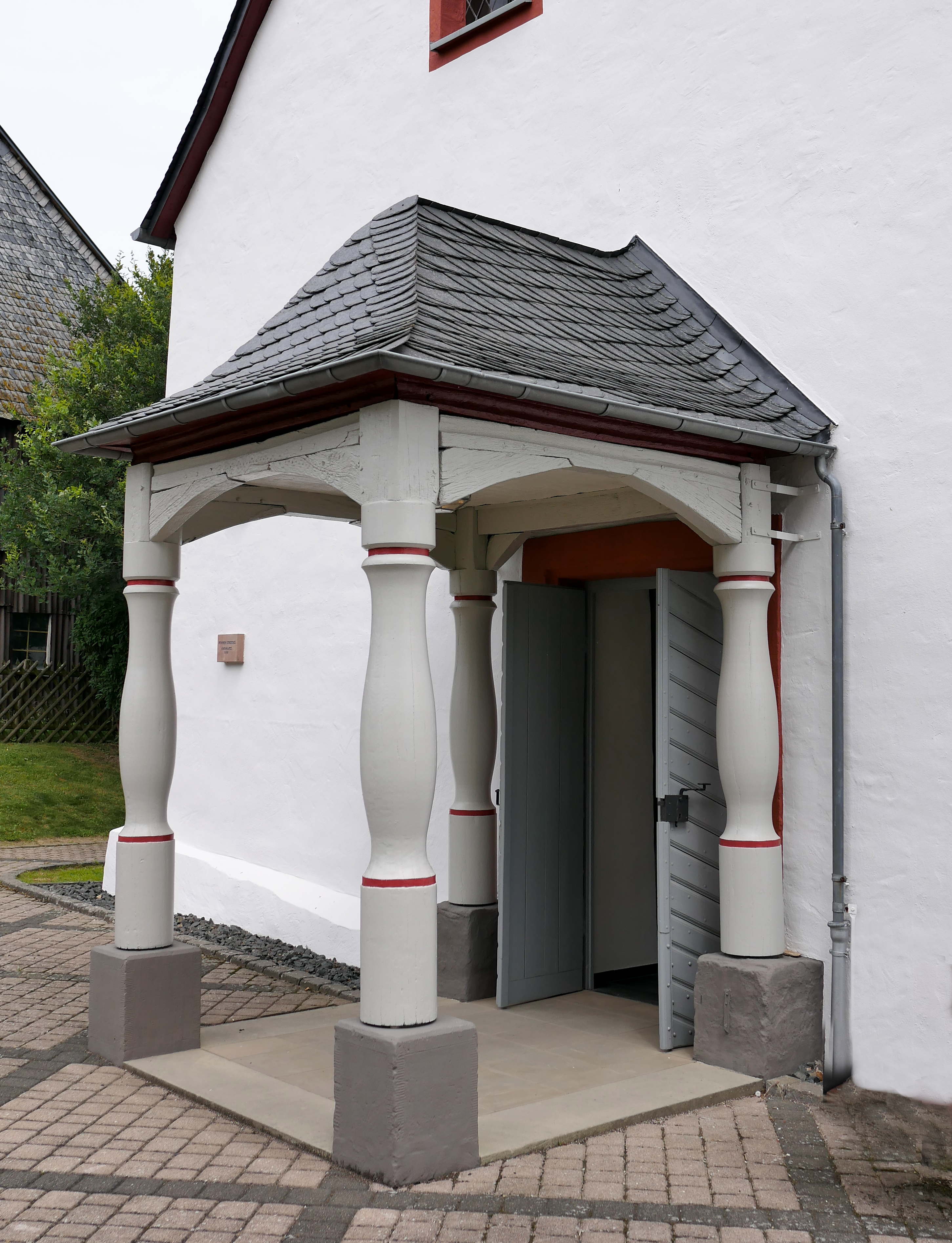
Eingang und Vorbau an der Westwand

## Geschichte

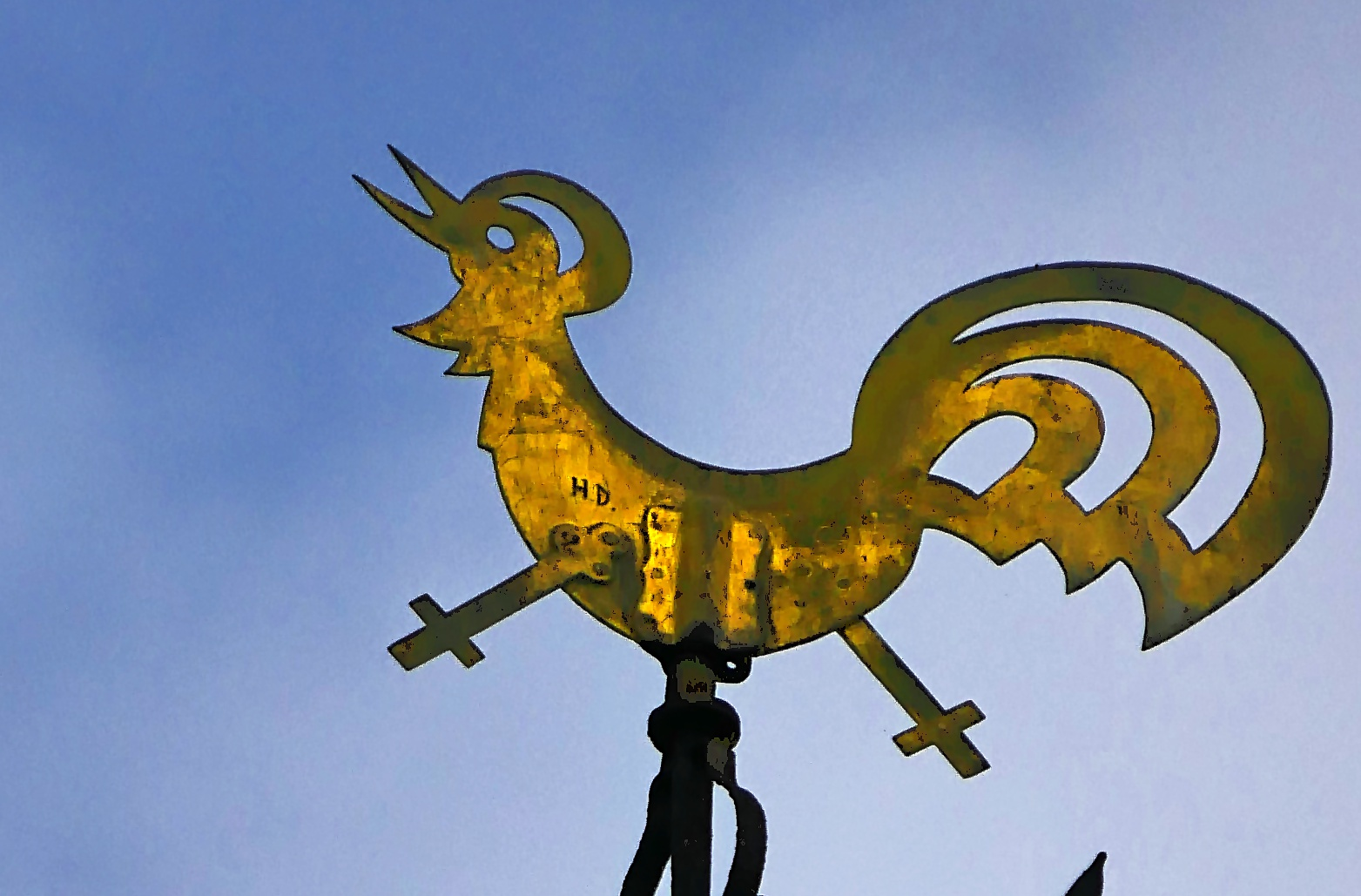
Kirchturmhahn

### Kirchengemeinde
Eine dem heiligen Wendelin geweihte Kapelle in Hirschfeld wird erstmals 1353 erwähnt. Die Reformation wurde in dem damals zum Pfarrbezirk Kleinich gehörenden Ort 1557 eingeführt. Hirschfeld hatte eine selbständige Kirchengemeinde zu der auch der Nachbarort Horbruch gehörte. Bis 1884 hatte die Gemeinde jedoch keinen eigenen Pfarrer und wurde vom Pfarrer der 6 km entfernten Kirchengemeinde Kleinich aus mitbetreut. 1884 lösten sich Hirschfeld-Horbruch und Krummenau vom Kirchspiel und bildeten eine separate Pfarrstelle mit Sitz in Horbruch und hatten bis 1969 einen eigenen Pfarrer. 1973 wurde die Pfarrstelle aufgehoben und die drei Gemeinden wurden zur Christus-Kirchengemeinde Kleinich fusioniert. Sie gehört zum Kirchenkreis Trier der Evangelischen Kirche im Rheinland.

### Simultaneum
Der katholische Landesherr Hugo Ernst Cratz von Scharfenstein setzte 1704 auf Grund der während der Rekatholisierungsversuche in der Zeit der französischen Besatzung 1868 erklärten Religionsfreiheit durch, dass die schon früher auch für katholische Gottesdienste genutzte Kirche eine Simultankirche wurde. Auf seine Kosten wurden für die katholischen Gottesdienste Kirchengerät angeschafft und ein eigener Altar aufgestellt.

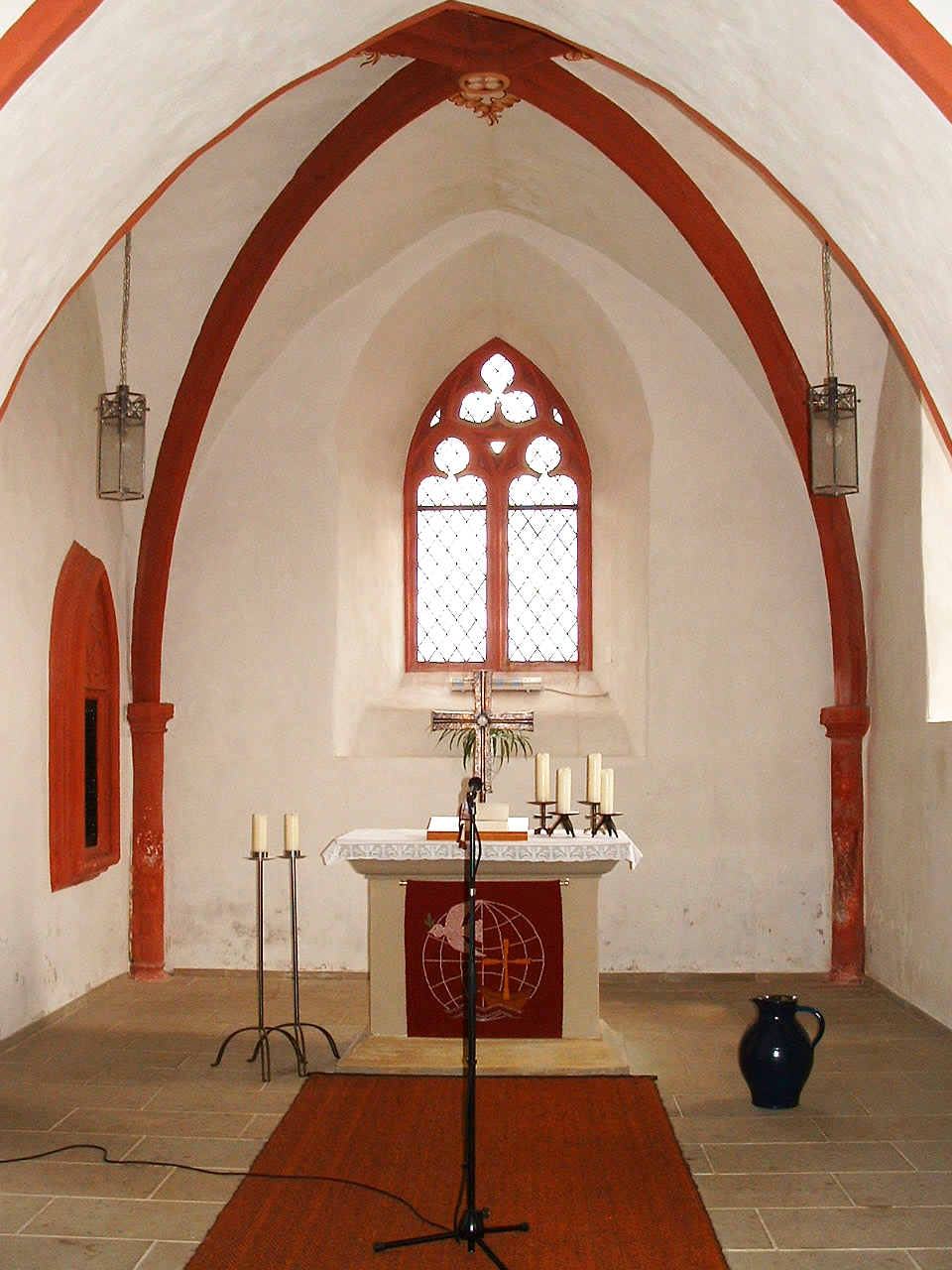
Chor mit dem Streitobjekt „steinerner Altar“

### Der Bau des neuen Kirchenschiffs
Am 21. November 1747 bat Pfarrer Georg Wilhelm Streccius im Namen der Vorsteher und Mitglieder der Kirchengemeinde das Konsistorium in Trarbach und die Landesherren, die Grafen Solms von Rödelheim um die Erlaubnis die alte Kirche mit Ausnahme des Turms abzureißen und größer und besser wieder aufzubauen, da sie aufgrund der angewachsenen Zahl von Gemeindemitgliedern nicht nur zu klein, sondern auch baufällig und unbequem geworden war. Die Baugenehmigungen wurden schnell ereilt und ab dem 13. April 1748 begann der Bau mit dem Niedereisen des alten Kirchenschiffs. Baumaterialien und Handwerker wurden aus den Kirchengefällen bezahlt. Die Hilfs- und Fuhrarbeiten mussten die Gemeindemitglieder selber und unentgeltlich leisten. Obwohl die Kirche zu diesem Zeitpunkt schon eine Simultankirche war, wurde der Bau alleine von der Evangelischen Kirchengemeinde organisiert und finanziert. Schon vor Baubeginn und während der ganzen Bauzeit kam es zu Streit mit dem katholischen Pastor Philipp Christian De Magritta. Hauptstreitpunkte waren der steinerne (evangelische) Altar, die Lage von Taufstein, Gestühl und Kanzel. Ein weiterer Streitpunkt war, ob das katholische Kurtrier bezüglich Hirschfeld eine ius episcopale und damit ein Mitspracherecht beim Kirchenbau hat.
Bereits am 17. Dezember 1749 konnte der neue Kirchenraum eingeweiht werden. Dabei sorgten 20 Schüler der Trarbacher Lateinschule zusammen mit ihrem Konrektor Storck und ihrem Kantor Glaser für die Musikalische Umrahmung. Die Predigt zum Fest der Kirchweihe hielt Pfarrer Streccius über Joh. 20,22. Neben seinem Amtsbruder Lauer aus Irmenach waren viele Einwohner und Leute aus der Nachbarschaft anwesend. Nach dem Festgottesdienst wurde in Horbruch gefeiert und die Gäste wurden dabei auf das herrlichste tractiert.

### Streitigkeiten zwischen den Konfessionen

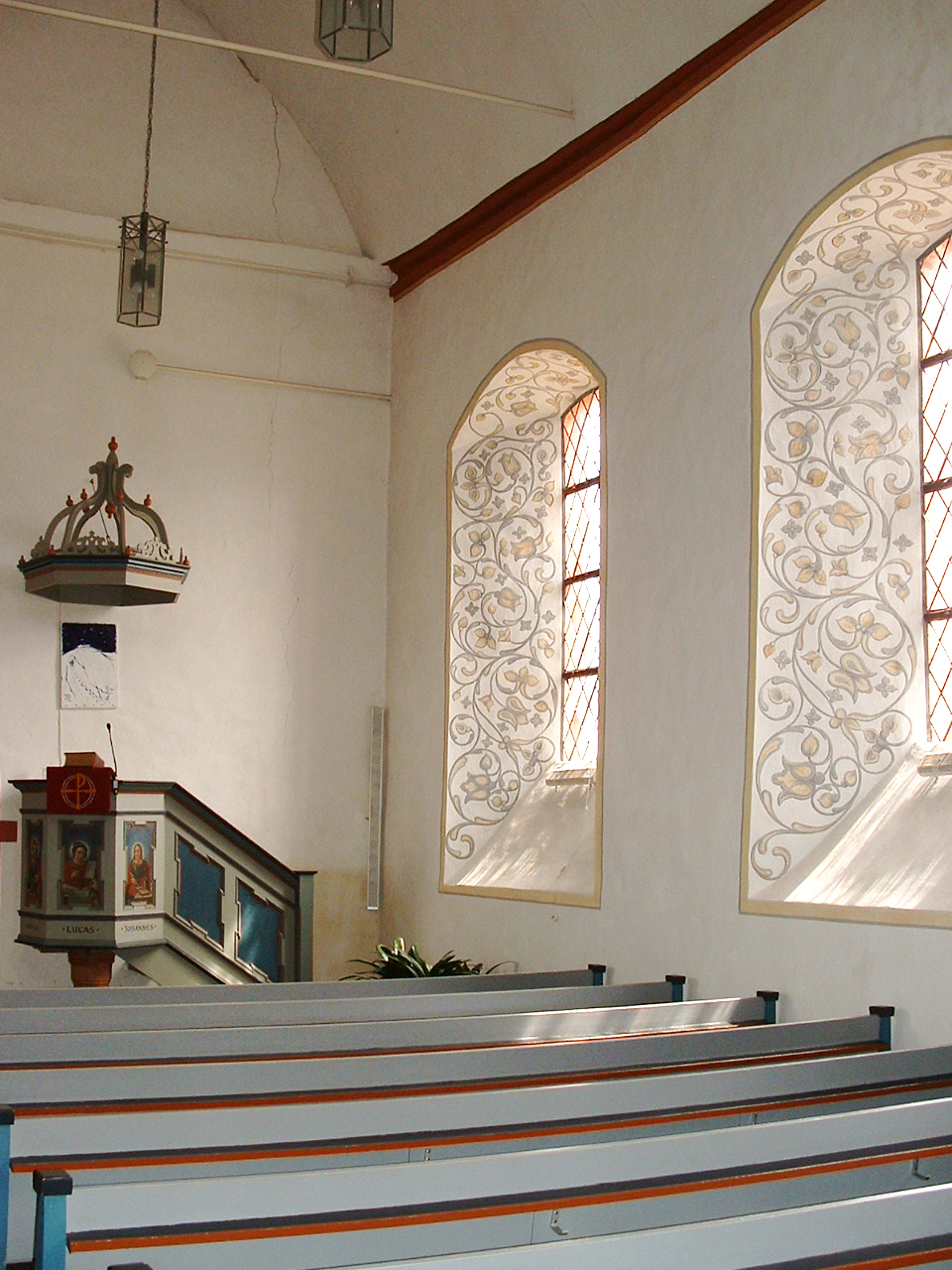
Streitobjekt Kanzel und florale Malerei an den Fenstern

Die Streitigkeiten zwischen den Konfessionen hielten bis zur Auflösung des Simultaneums am 1. Oktober 1929 an. Es gab Auseinandersetzungen über die Gottesdienstzeiten, insbesondere dann wenn sich der evangelische Gottesdienst verzögerte und die Katholiken warten mussten. 1752 ist eine aus diesem Anlass entstandene Schlägerei zwischen Protestanten und Katholiken überliefert. Ein anderer Konfliktpunkt war, ob es den Katholiken erlaubt ist eine Frühmesse abzuhalten. 1844 versahen die Evangelischen die Kirchentür mit einem zusätzlichen Schloss, das die Katholiken gewaltsam aufzubrechen versuchten. Weitere Streitpunkte waren das Einläuten der Gottesdienste und der katholischen Schule sowie die Aufstellung der Altäre und des Beichtstuhls. Mehrere dieser Streitigkeiten endeten vor Gerichten. Das Grundproblem hinter all diesem war, dass sich die evangelische Kirchengemeinde als Eigentümerin der Kirche sah, in der sie der katholischen Pfarrgemeinde eine begrenzte Anzahl von Gottesdiensten zu gestatten hatte, die katholische Seite sich jedoch als Mitbesitzerin der Kirche sah, sich aber nicht an Renovierungskosten beteiligte. Umgekehrt wollten sich die Katholiken bei der Renovierung 1840 beteiligen, wurden aber von den Protestanten aus Angst vor einer Erweiterung von deren Rechten abgewiesen. Als 1892 das erste Grundbuch angelegt wurde, ließ sich die evangelische Kirchengemeinde zuerst als alleinige Eigentümerin der Kirche eintragen. Nach einem Rechtsstreit durch mehrere Instanzen urteilte das Landgericht Koblenz, dass die Kirche gemeinsames Eigentum beider Konfessionen sei, die Sakristei sich im Alleineigentum der Katholiken befinde und der Raum über der Sakristei sich im Alleineigentum der Evangelischen befinde.
Die Kirche war zu dieser Zeit baulich in einem schlechten Zustand. Bei der Renovierung von 1900, bei der Dach und Fenster repariert wurden, wurde auch ein Stahlzuganker, der das Auseinanderdriften der beiden Längswände verhindern sollte eingezogen. Dabei beteiligten sich die Katholiken erstmals mit der Hälfte der Kosten.

### Auflösung des Simultaneums
Seit 1894 gab zuerst von der katholischen Seite aus Bestrebungen das Simultaneum aufzulösen, eine eigene Kirche zu bauen und die alte Kirche gegen eine Abstandszahlung den Evangelischen zu überlassen. Die Evangelischen konnten sich nicht einigen, ob sie bei einer Auflösung des Simultaneums lieber die alte Kirche kaufen oder in Horbruch, das zur Kirchengemeinde gehörte und in dem mehr Gemeindemitglieder als in Hirschfeld wohnten, eine neue Kirche bauen sollten. Nachdem die Katholiken 1923 eine eigene Kirche bauten und danach nicht mehr bereit waren sich an den dringend notwendigen Reparaturen der Simultankirche zu beteiligen, wurden die Verhandlungen, insbesondere über die Höhe der Ablöse, wieder aufgenommen. Schließlich wurde das Simultaneum am 1. Oktober 1929 aufgelöst. Obwohl die Katholiken ursprünglich die Überführung mindestens einer Glocke in ihre neue Kirche forderten, blieben diese, wo sie waren. Mit Unterstützung der Provinzialsynode konnten die Evangelischen im September 1930 auch die letzte Rate der Ablösung bezahlen, womit das Simultanverhältnis auch rechtlich vollständig aufgelöst war.

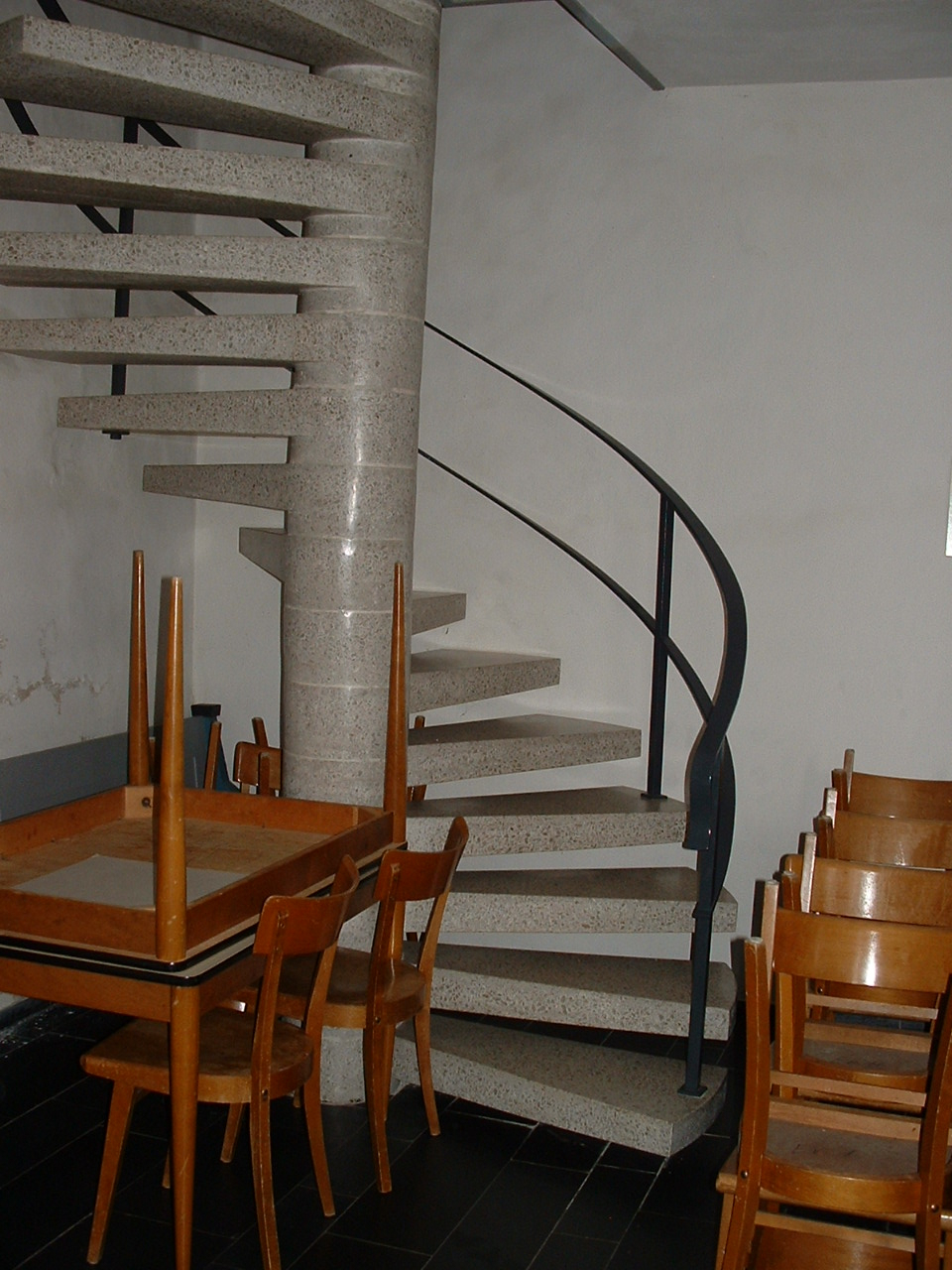
Neuer Treppenaufgang zur Empore

### Vom Ersten Weltkrieg bis zur Gegenwart
Nachdem 1930 ein Teil der Kirchendecke heruntergefallen war, konnten 1932 die dringend notwendigen Renovierungsarbeiten durchgeführt werden. Am 11. Dezember 1932 fand ein großes Kirchweihfest in der neu hergestellten nun wieder rein evangelischen Kirche statt.
Mit Ausnahme der ältesten Glocke mussten die Glocken im Zweiten Weltkrieg abgeliefert werden. Sie kamen 1948 nahezu unversehrt wieder zurück. Weiter umfangreichere Restaurierungsarbeiten fanden 1966, von 1986 bis 1991 und 2017 statt.

## Nutzung
Durch die 2008 erfolgte Fusion der Kirchengemeinden Kleinich, Hirschfeld-Horbruch und Krummenau hat der zuständige Pfarrer vier Kirchen zu betreuen. Seither finden in Hirschfeld wie auch in den anderen Kirchen zweiwöchentlich Gottesdienste statt. Weiterhin wird sie ab und zu für Konzerte und Veranstaltungen genutzt.

## Architektur
Die heutige Kirche besteht aus einem romanischen Chorturm und einem im Westen an den Turm angebauten Langhauses in Form eines barocken Saalbaus. Der mächtige romanische Turm wurde im 14. Jahrhundert verändert. Auf dem Turm befindet sich ein von 1840 stammendes quadratisches Pyramidendach, das von einem Kreuz aus Metall überragt wird. Im Erdgeschoss des Turmes befindet sich der 4,50 m breite Chor der Kirche mit einer aus dem 14. Jahrhundert stammenden Sakramentsnische und einem spitzbogigen Maßwerkfenster. Im Glockenstuhl hängen drei historische Glocken.
Das 1749 erbaute Langhaus ist 9,42 m breit und etwa 20 m lang. Es besitzt auf an den Längsseiten je drei Fenster und zwei kleine Fenster in Höhe der Orgelempore an der Westseite. Der Eingang zur befindet sich an der Westwand. Er wird von einem hölzernen Vorbau mit vier Säulen und einem Walmdach geschützt.
Ein 1989/90 freigelegtes Fresko über dem Chorbogen hat Isaaks Opferung als Motiv. Darüber befindet sich eine im selben Jahr freigelegte Weiheinschrift.

Innenausstattung
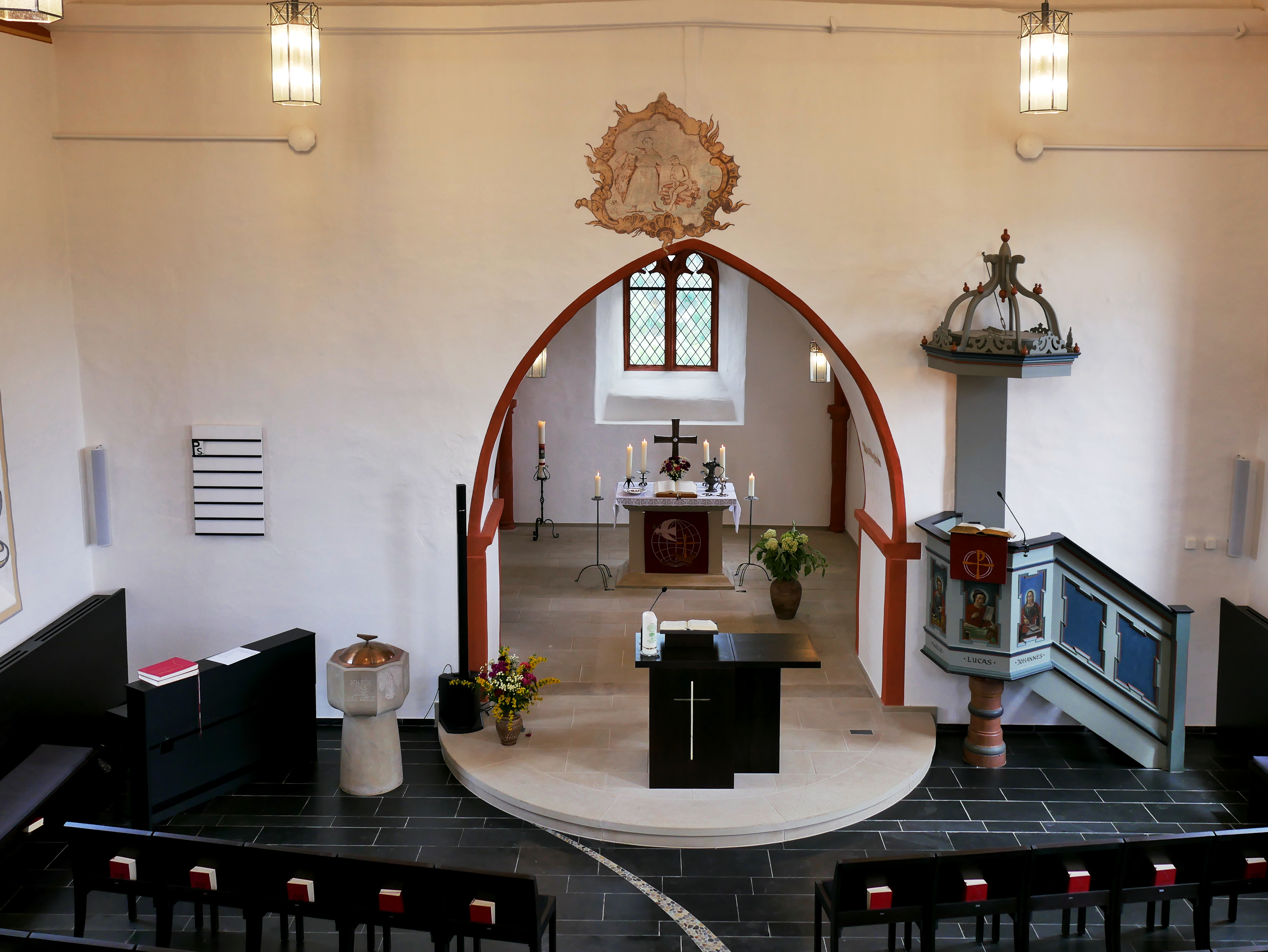
Bestuhlung und Romanischer Chor seit 2017
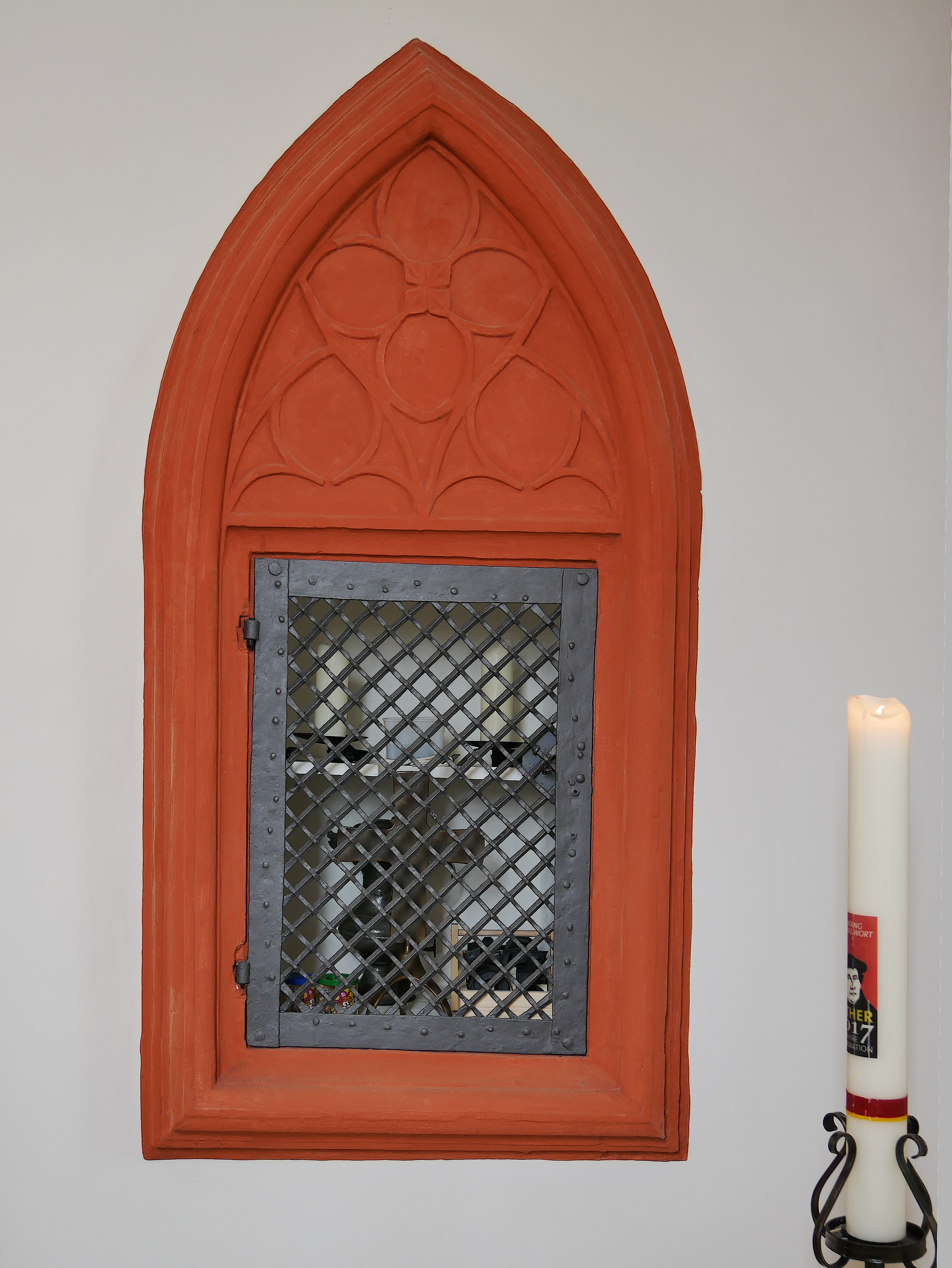
Sakramentsnische
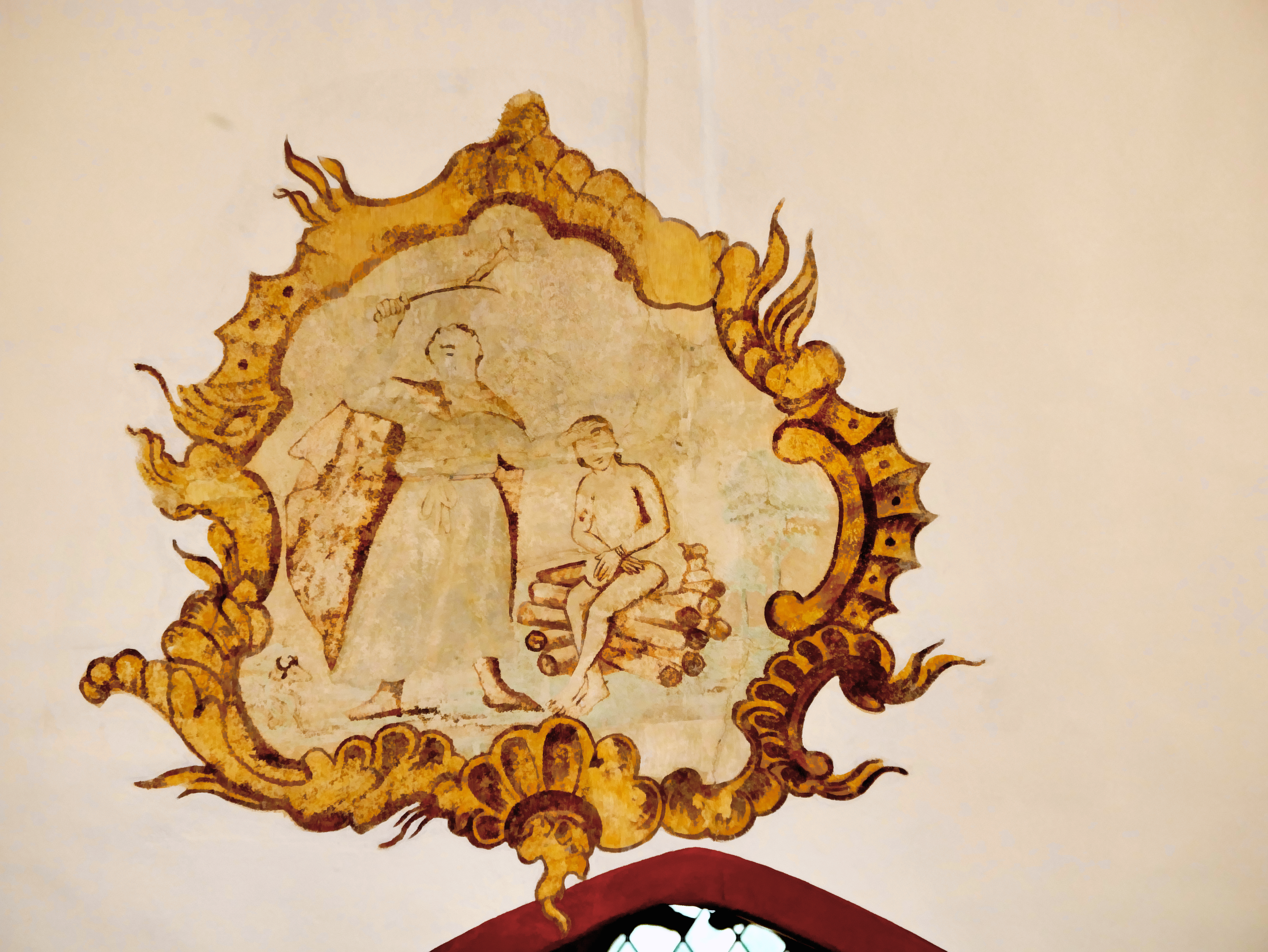
Fresco mit der Opferung Isaaks
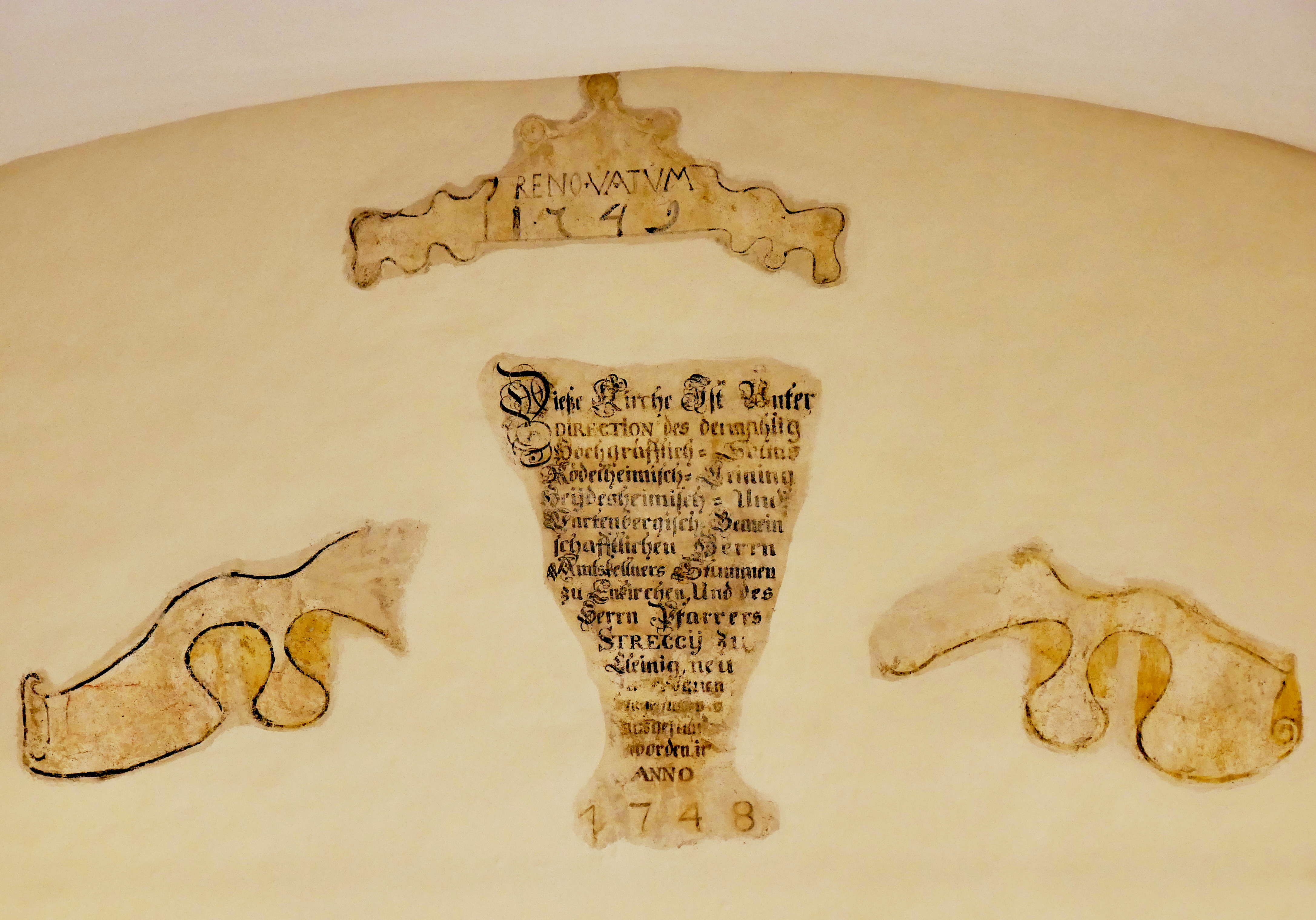
Weiheinschrift
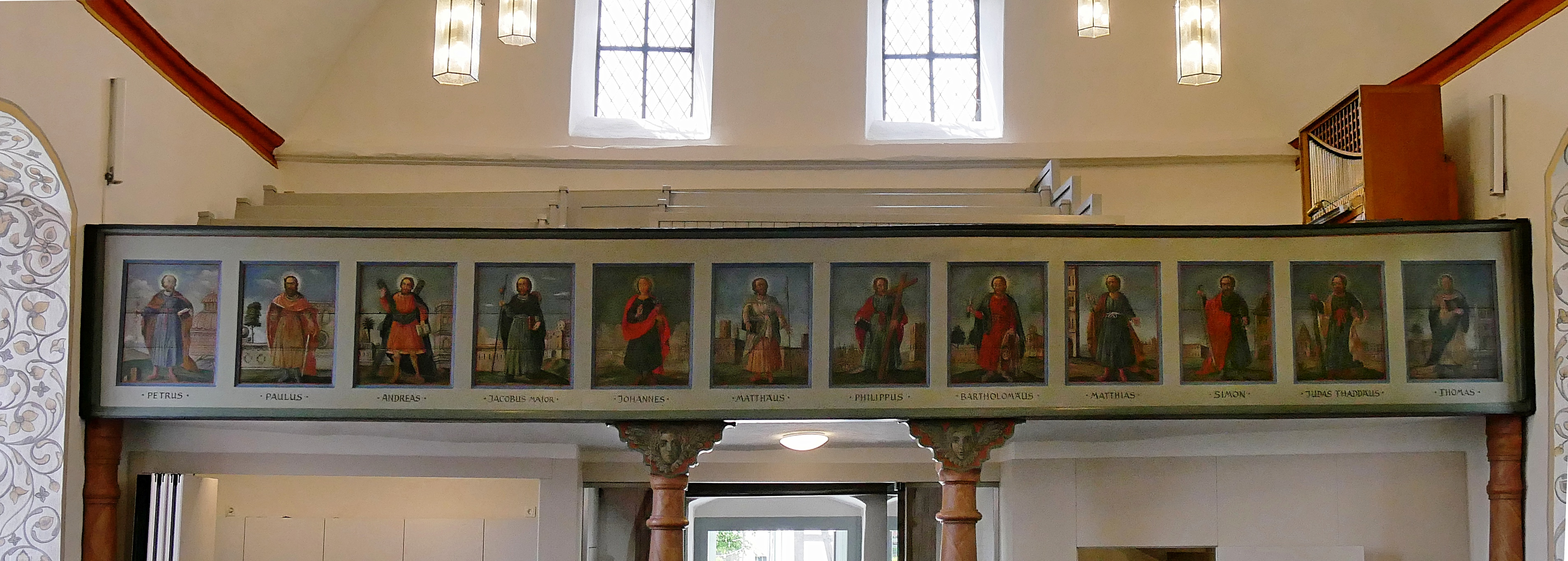
Orgelempore mit Apostelbildern

Die Kirche besitzt eine hölzerne Kanzel mit Ölbildern der vier Evangelisten.

Evangelistenbilder an der Kanzel
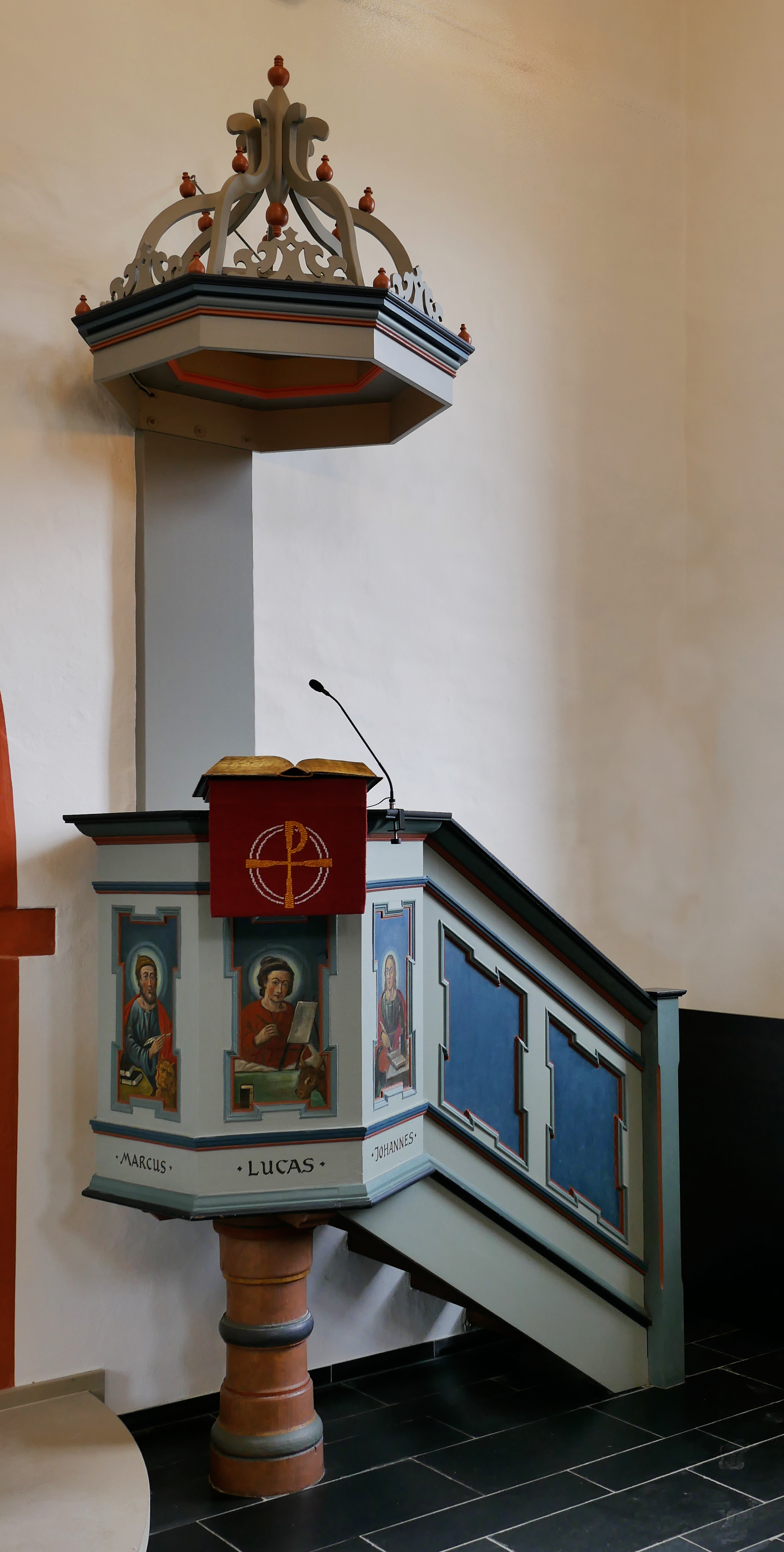
Kanzel
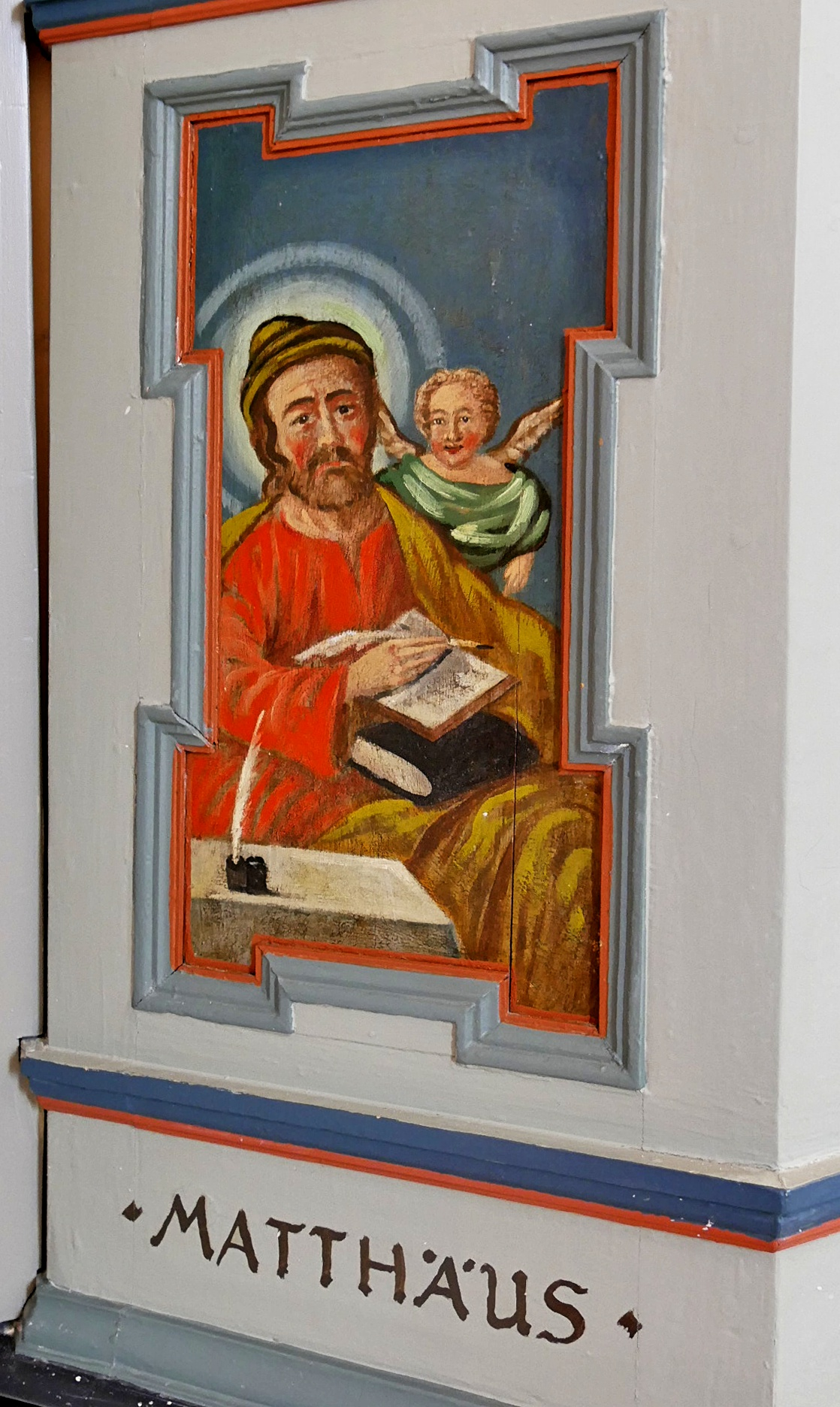
Matthäus
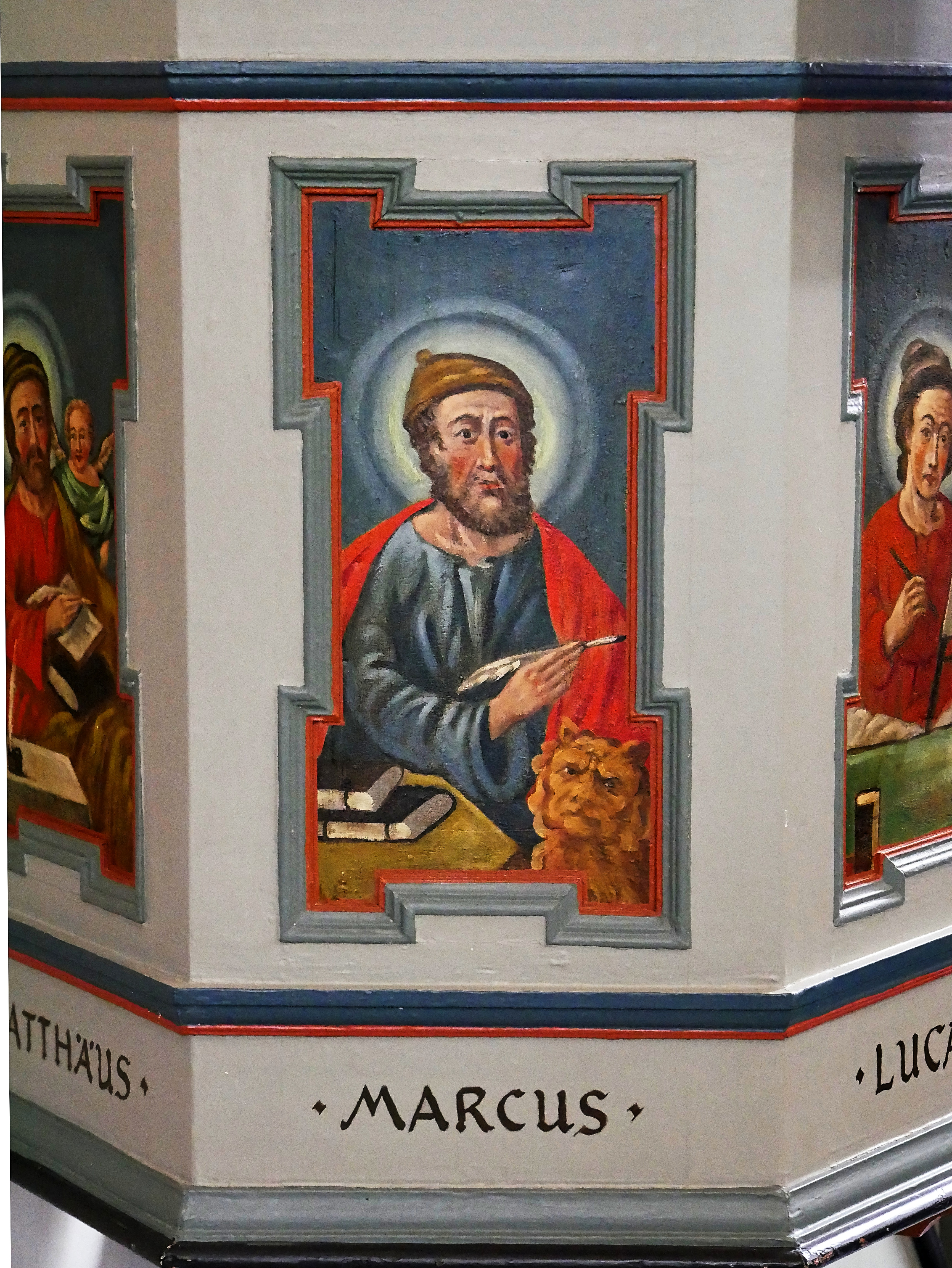
Markus
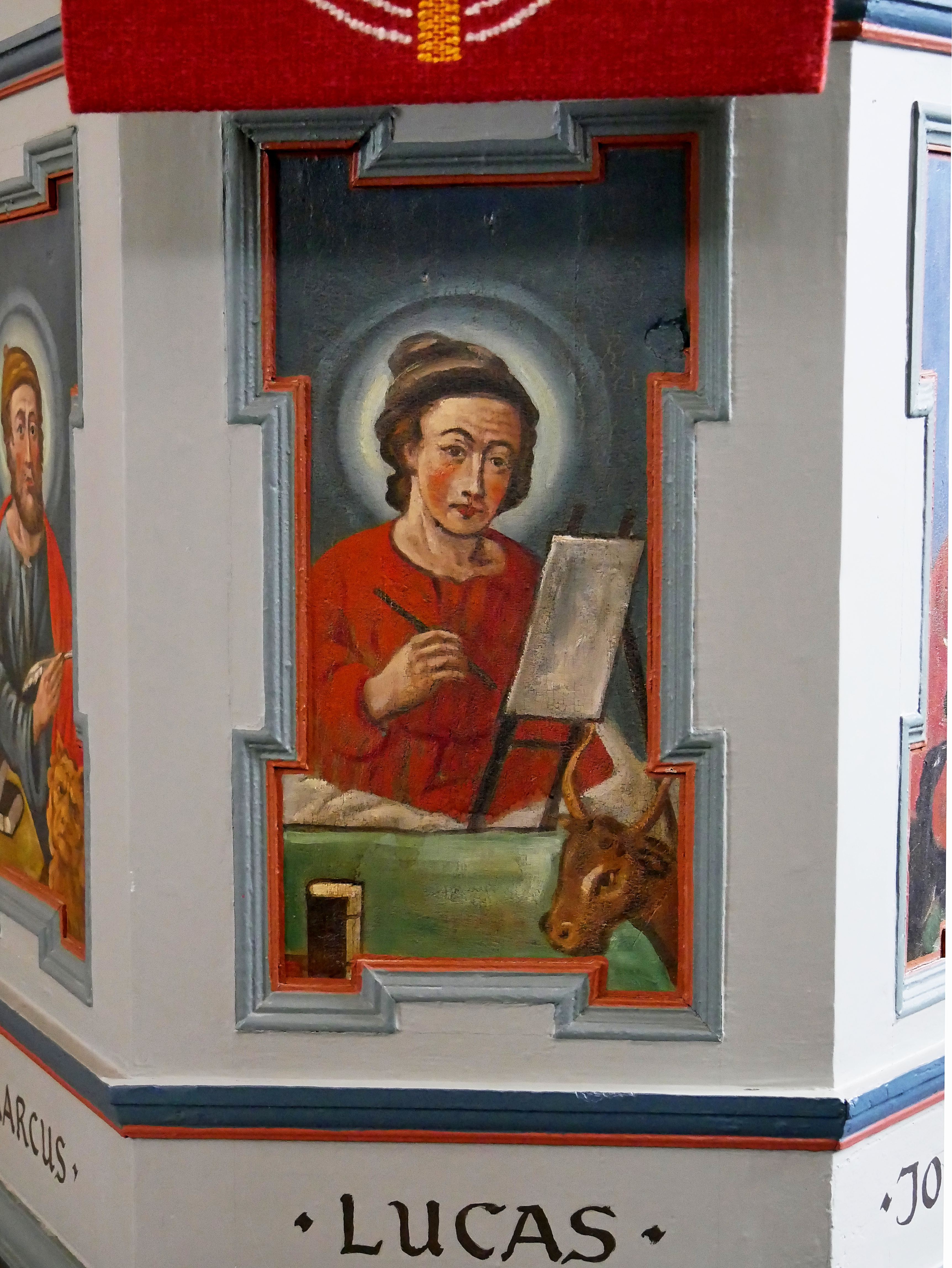
Lukas
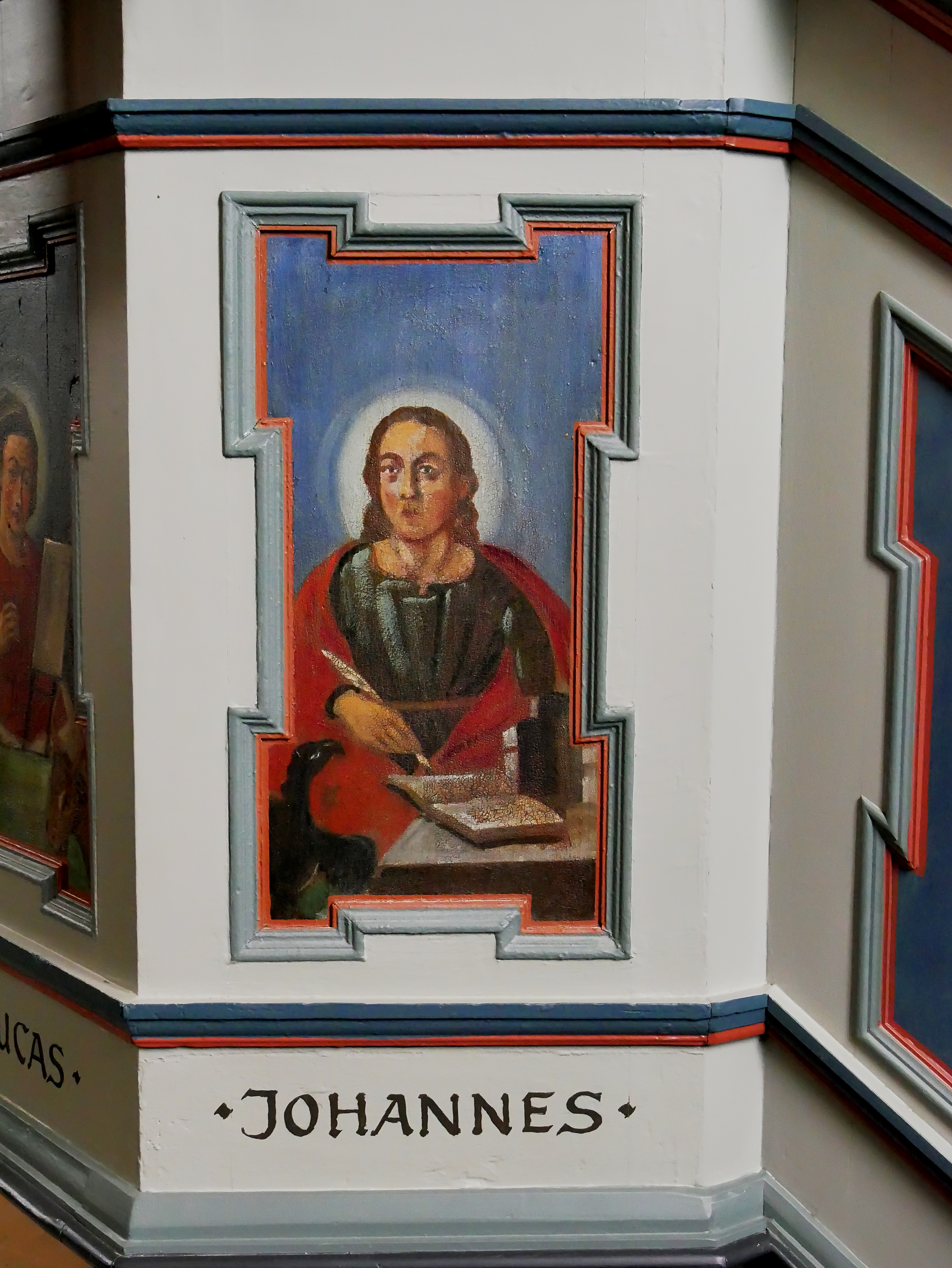
Johannes

An der Orgelempore befinden sich die Bilder der Zwölf Apostel. Dabei wurde Jakobus der Jüngere durch Paulus ersetzt.

Apostelbilder an der Westempore
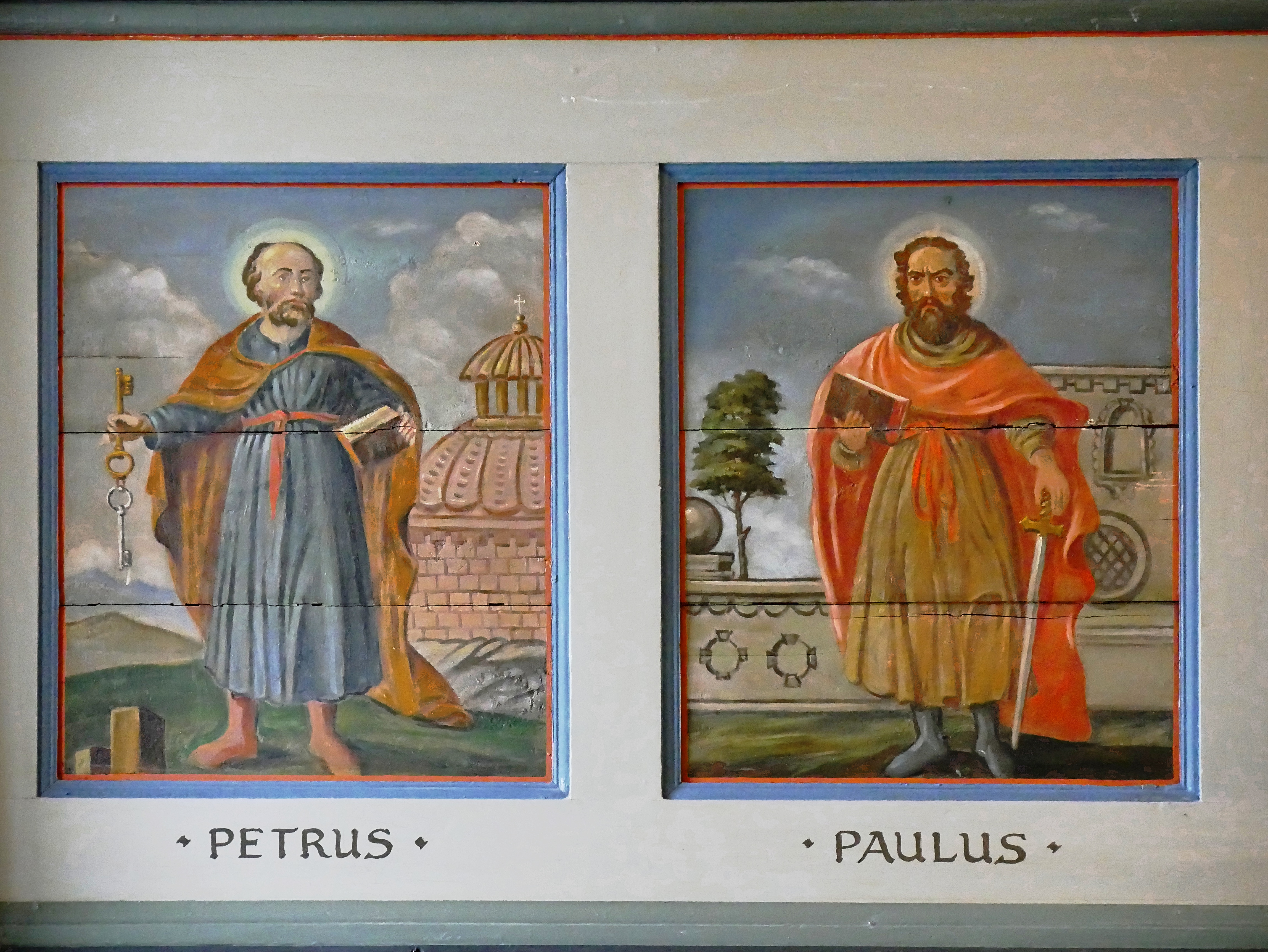
Petrus und Paulus
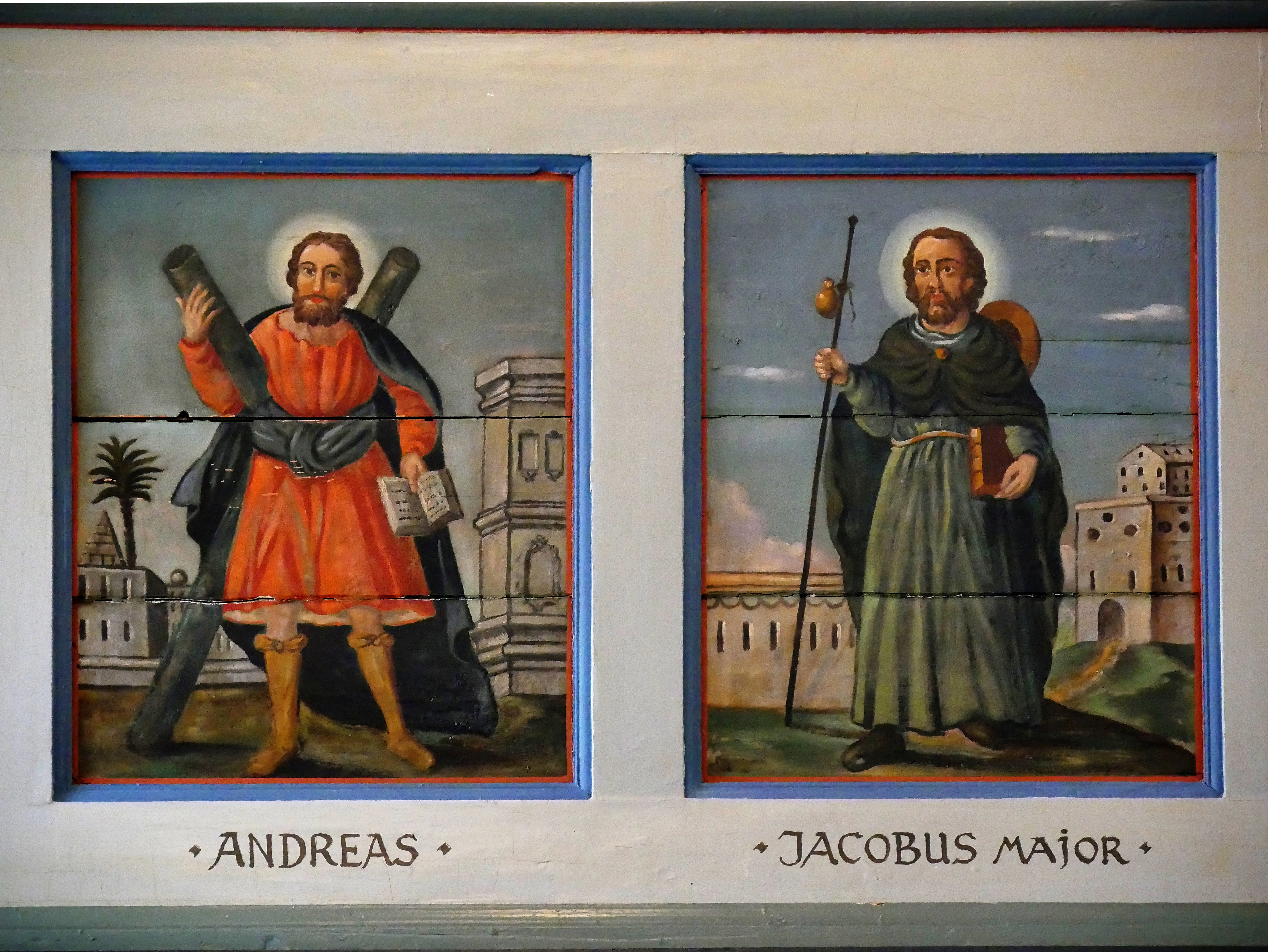
Andreas und Jakobus der Ältere
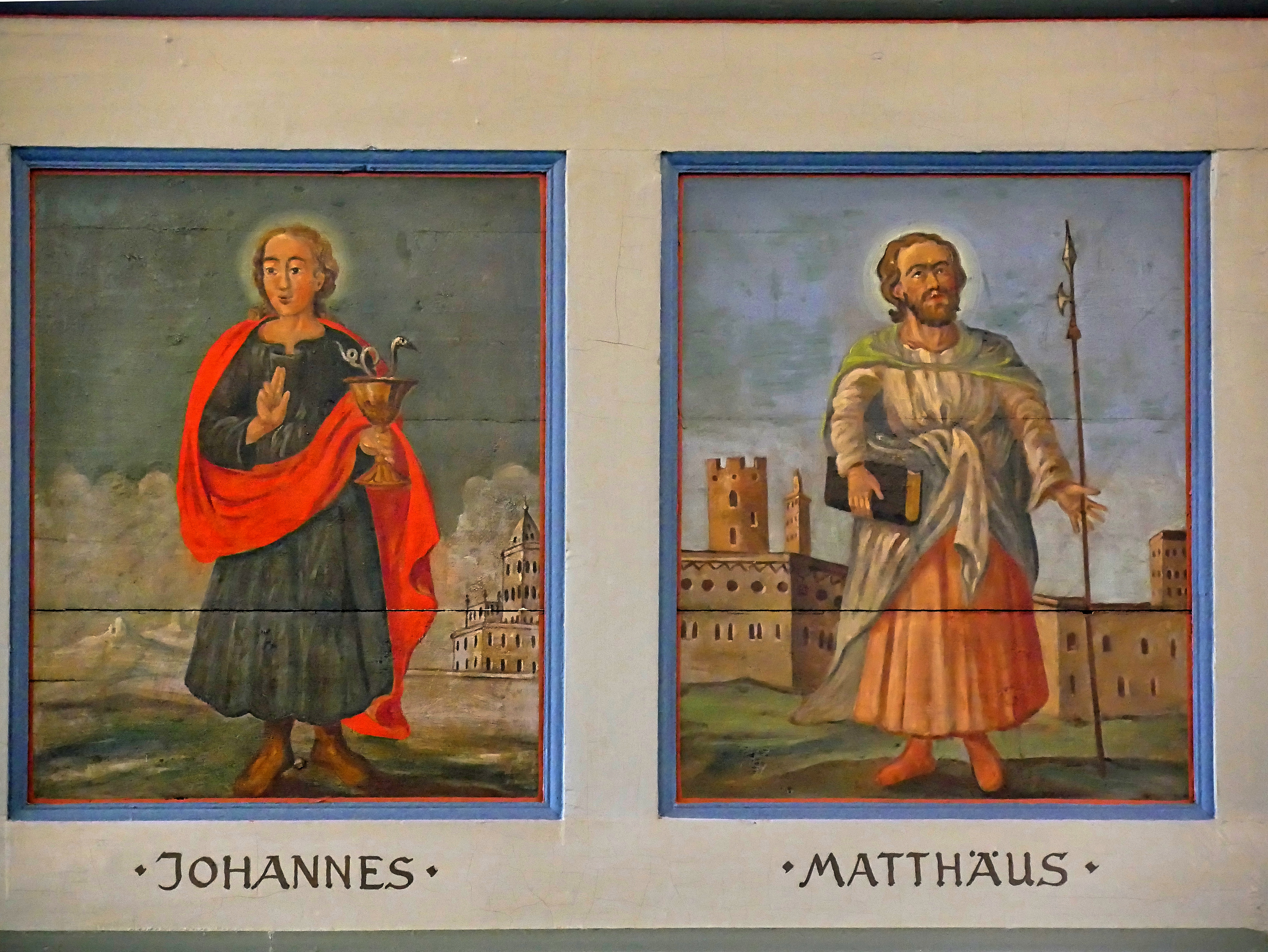
Johannes und Matthäus
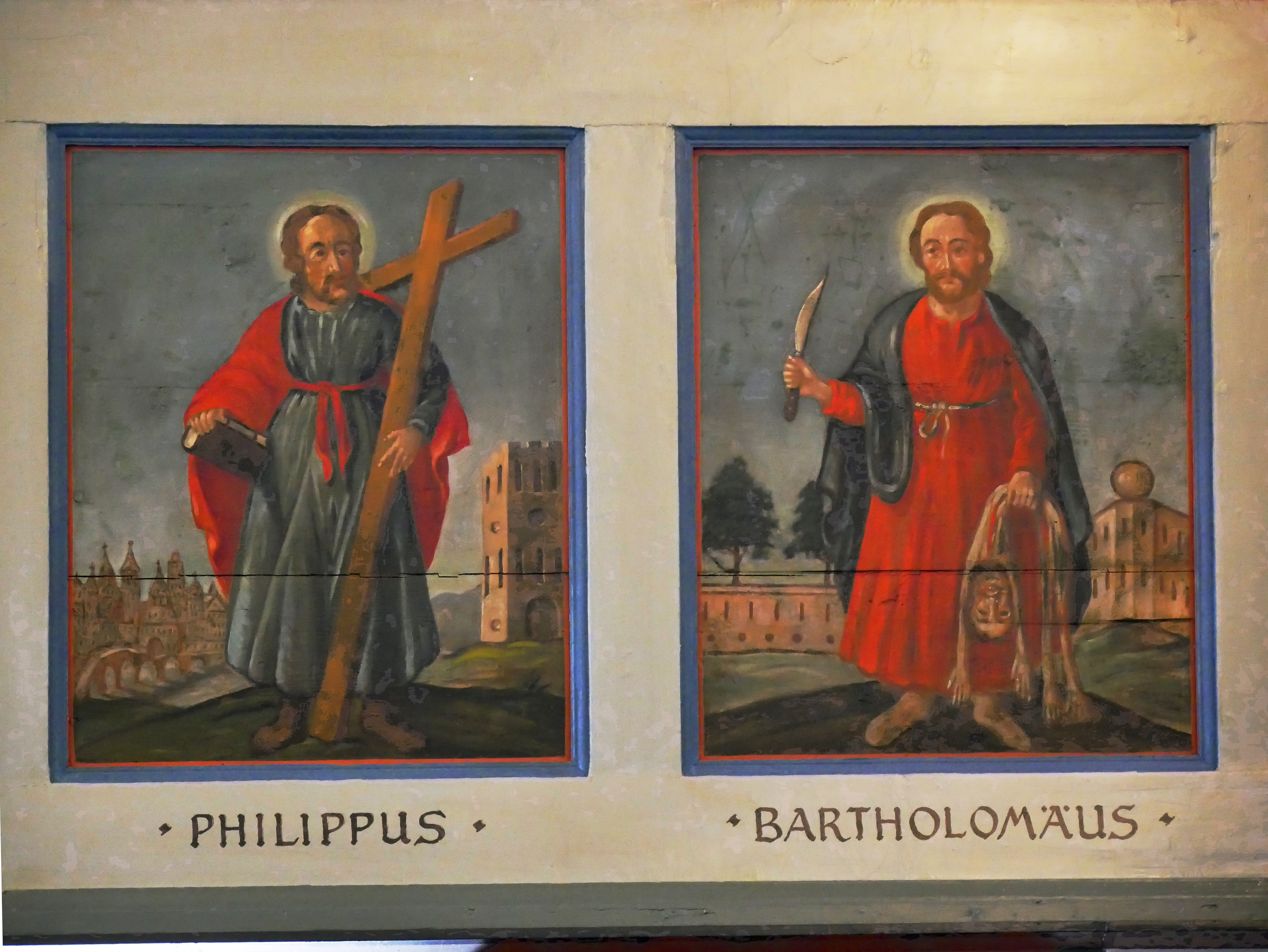
Philippus und Bartholomäus
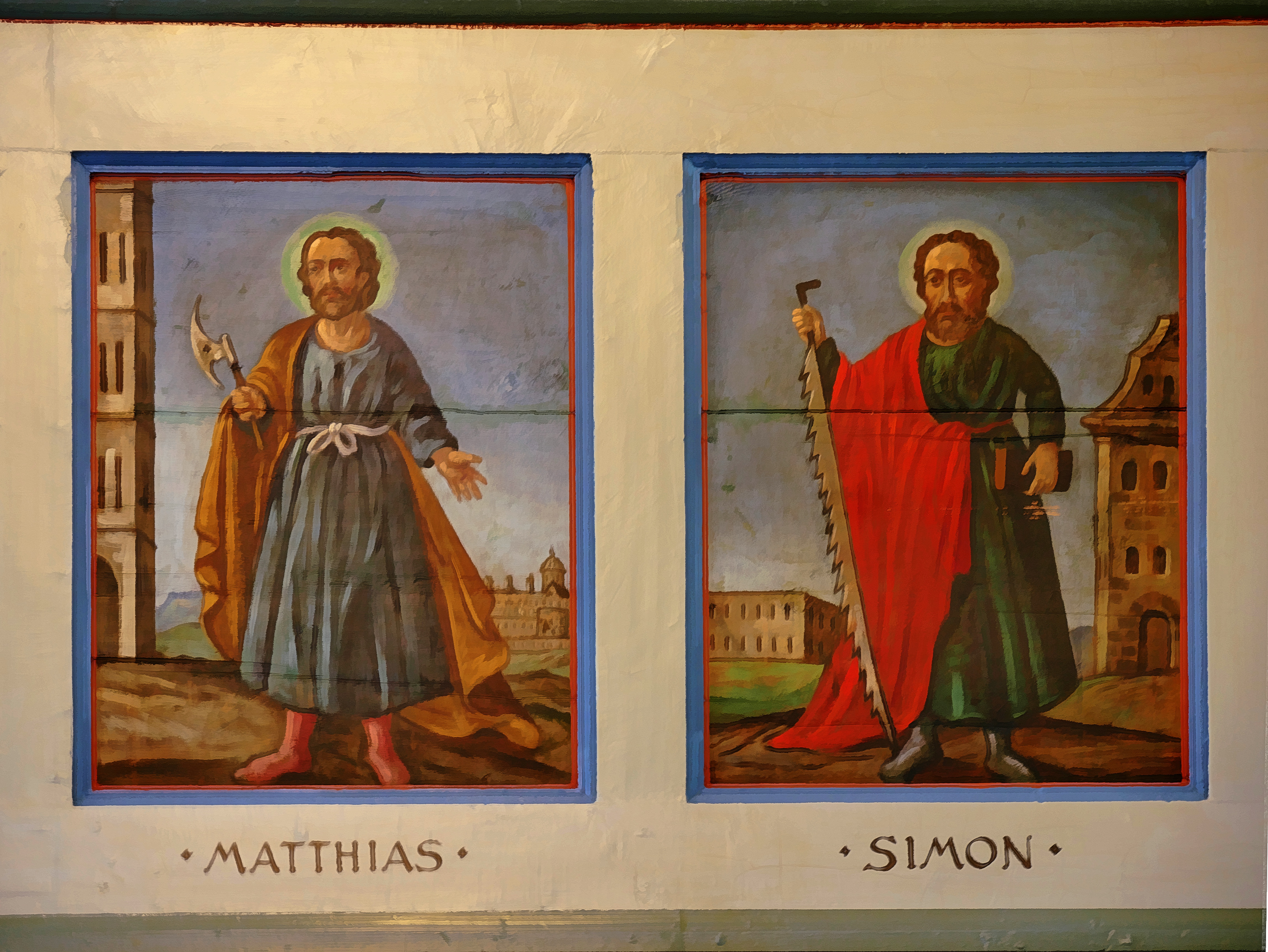
Matthias und Simon
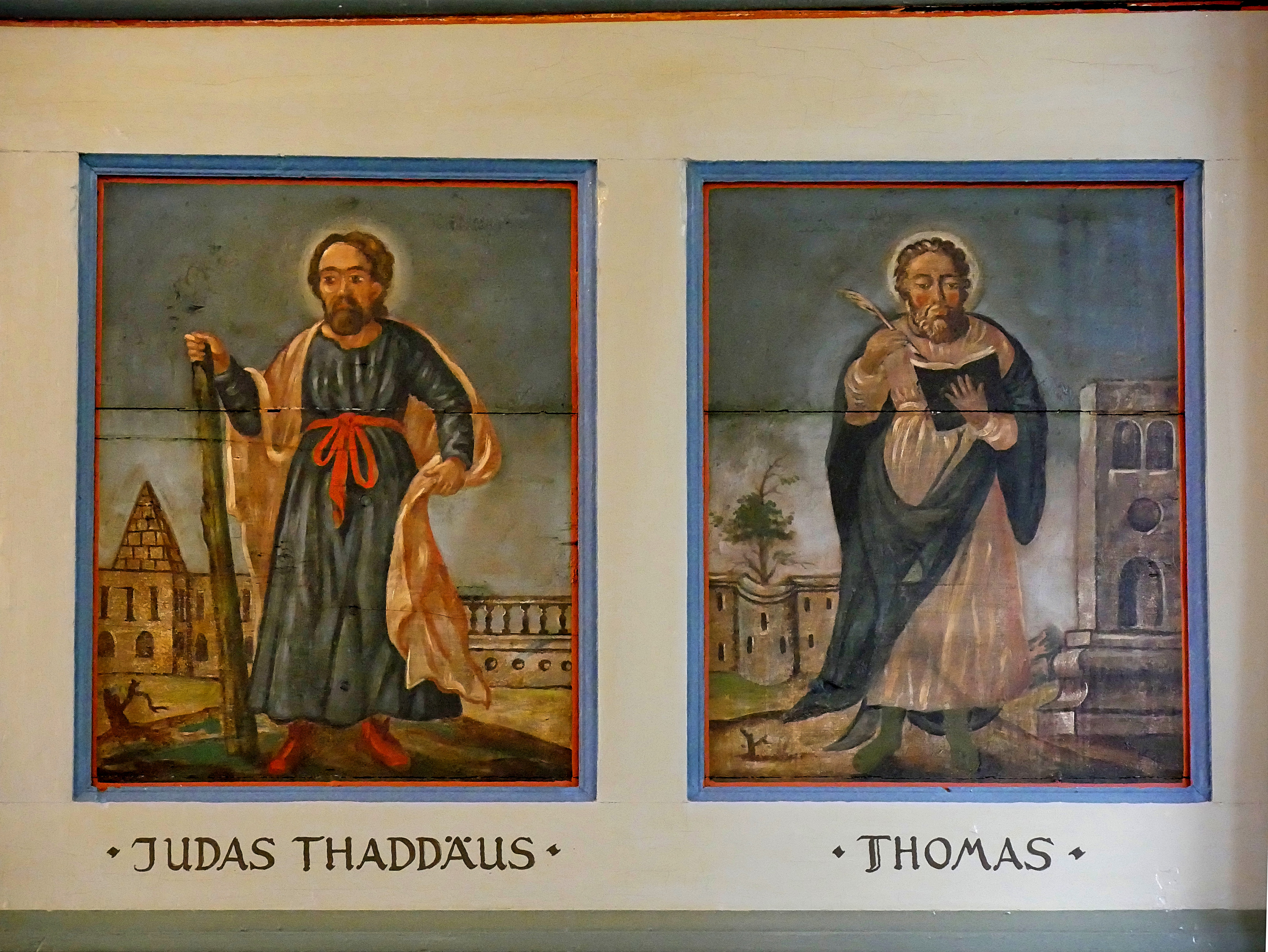
Judas Taddäus und Thomas

Seit 1970/71 besitzt die Kirche eine kleine Orgel der Orgelbaufirma Oberlinger.

## Orgel
Erstmals konnte 1967 die Anschaffung einer Orgel erwogen werden. 1969 konnten drei Angebote über Kleinorgeln dem Landeskirchenamt vorgelegt werden. Am 12. Juni wurde die Kirche vom Orgelsachverständigen der Landeskirche Hornemeyer besichtigt. Dieser empfahl aufgrund der außergewöhnlich guten Raumakustik ein einfaches Instrument. In Hinblick auf die Orgelwartung empfahl er eine Firma in der Nähe zu beauftragen. Vor diesem Hintergrund wurde die Firma Oberlinger mit dem Bau der Orgel beauftragt. Das Instrument konnte am 24. Januar 1971 in Gebrauch genommen werden.
Die Orgel besitzt 5 Register im Manual und ein angehängtes Pedal ohne eigene Register und insgesamt 344 Pfeifen. Sie besitzt eine mechanische Traktur aus Leichtmetall, Registrierschleifen aus phenoplastischem Kunststoff und eine elektrische Blasanlage.
Die Disposition der Orgel lautet:
| Manual C−g3      |    |
| Gedackt B/D      | 8′ |
| Rohrflöte        | 4′ |
| Prinzipal        | 2′ |
| Sesquialter II D |    |
| Cymbel II        |    |

| Pedal C−d1 | Pedal C−d1 | angehängt |

- Koppeln: I/P

## Glocken
| Nr. | Bild | Gussjahr | Gießer, Gussort         | Masse (kg) | Schlagton | Inschrift | Sonstiges |
| 1   |      | 1481     | Clais von Echternach    | 450 kg     | gis1      | (in Minuskeln) clais von echternach gois mich o Agia o Adorate o Alpha er – o salua nos Anno dni mcccclxxxi             | Wurde im Zweiten Weltkrieg am 12. August 1942 abtransportiert und kehrte 1948 fast unversehrt aus Hamburg wieder zurück. |
| 2   |      | 1545     | Diderich Wolf aus Trier | 235 kg     | cis2      | (in Minuskeln) in godes eren lude ich bos wedder verdriven ich diderich wolf van trier gos mich 1545                    | Wurde im Zweiten Weltkrieg am 12. August 1942 abtransportiert und kehrte 1948 fast unversehrt aus Hamburg wieder zurück. |
| 3   |      | 1762     | Wilhelmus Stokke        | 142 kg     | dis2      | KOMET LASSET UNS ANBETEN DIR E C T I HERREN PFARHER G W S T H SCHULTEIS I M EMERICH WILHELMUS STOKKE GOS MICH ANNO 1762 | |